# Ulrich Aust
Ulrich Aust (* 16. Februar 1942 in Bautzen; † 30. Juli 1992 in Radebeul) war ein deutscher Architekt und Denkmalpfleger, ab 1983 als Dresdner Zwingerbaumeister.

## Leben und Wirken

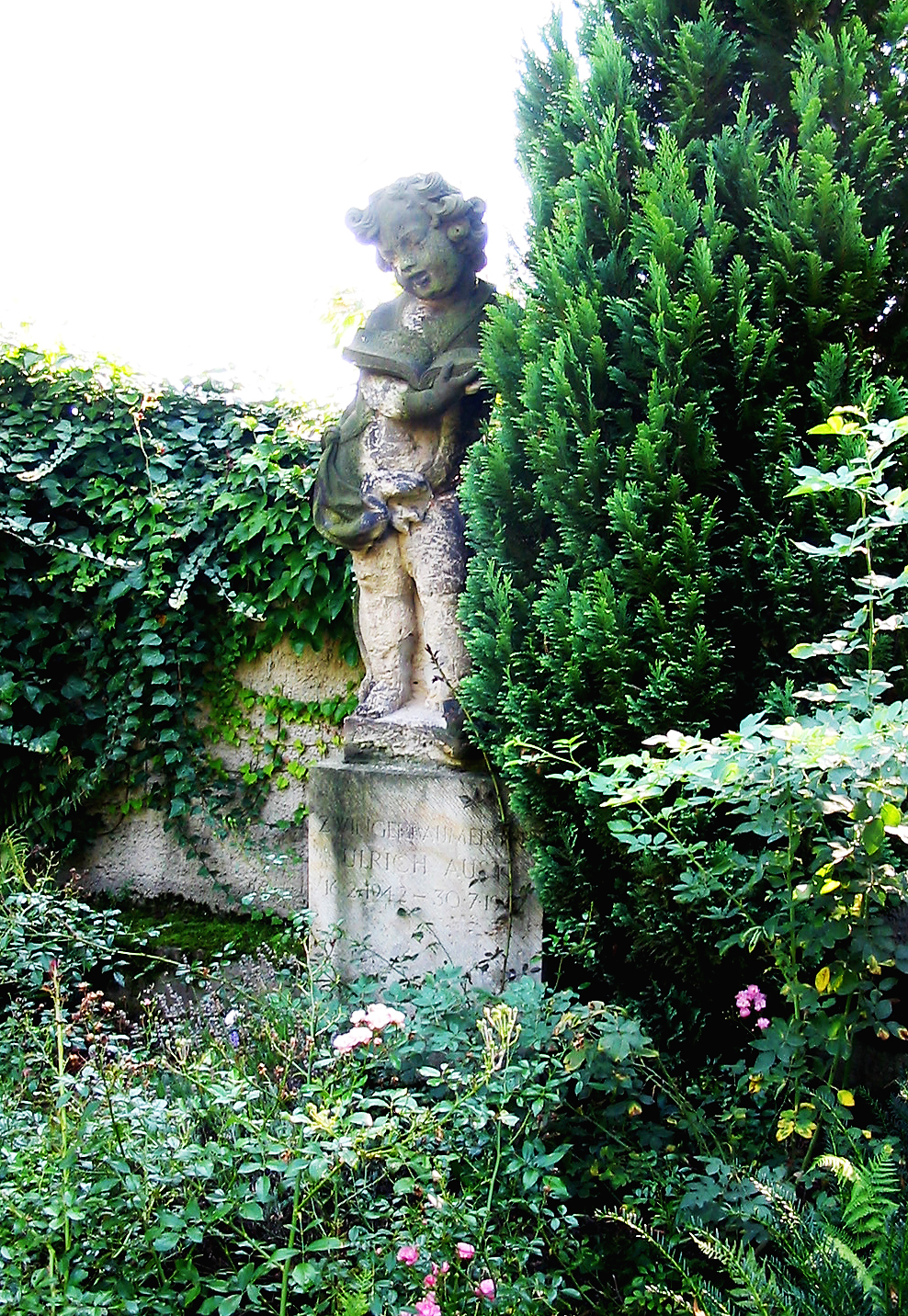
Grabmal von Ulrich Aust

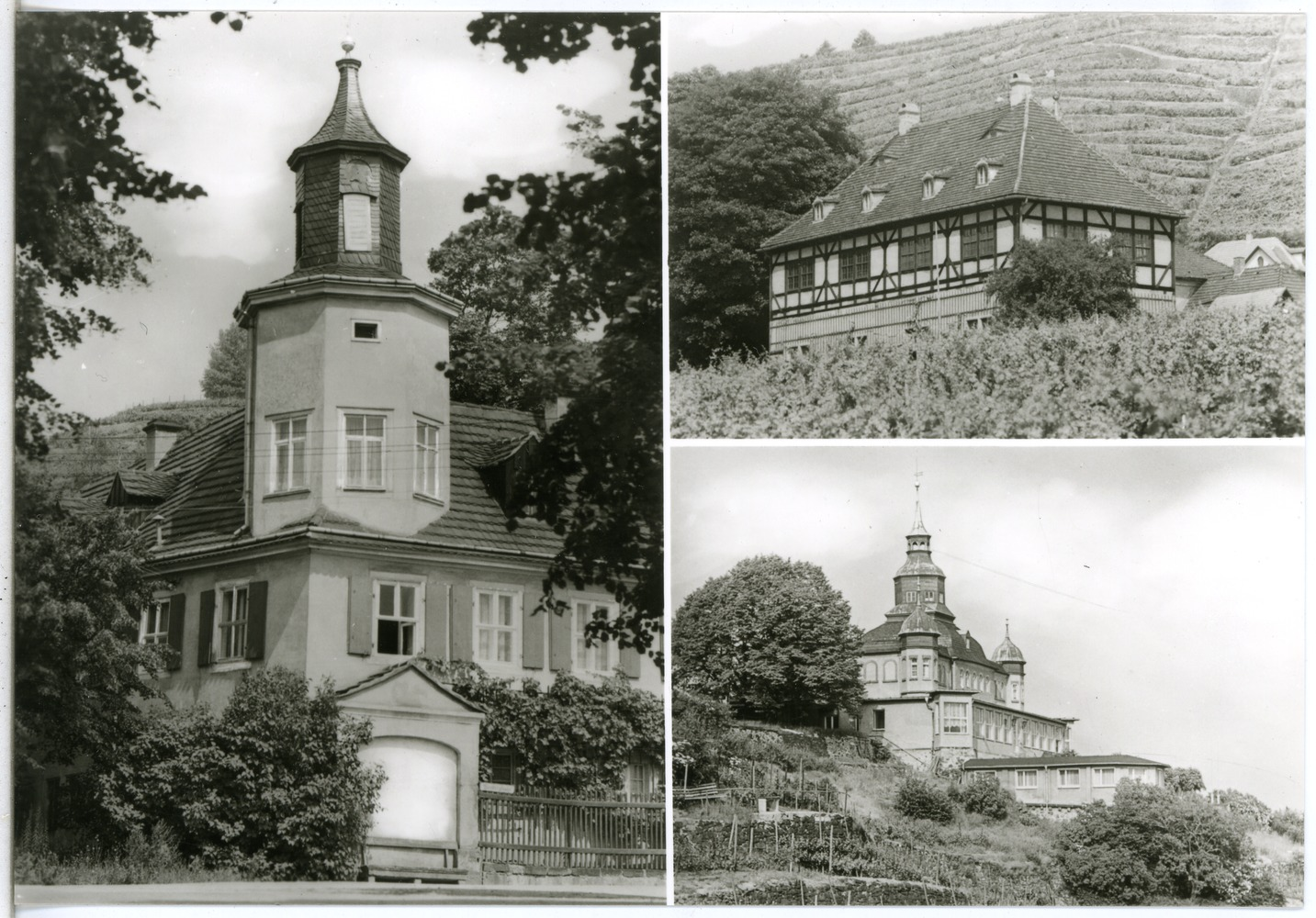
Das Turmhaus (links) 1979, kurz nach Austs Übernahme

Der 1942 in Bautzen geborene Aust studierte ab 1963 Architektur an der Technischen Universität Dresden. Schon während des Studiums setzte er sich für den Erhalt historisch wertvoller Baudenkmäler ein.
Ab 1971 arbeitete Aust für die Staatlichen Kunstsammlungen Dresden. Nach Aufgaben beim Wiederaufbau des Dresdner Residenzschlosses wurde er 1983 zum Zwingerbaumeister berufen.
In Radebeul, wo er ab 1978 im Meinholdschen Turmhaus im Stadtteil Oberlößnitz lebte, machte er sich besonders um die Sanierung des Hohenhauses, der Hoflößnitz sowie der dazugehörigen Spitzhaustreppe verdient und kümmerte sich auch um den Erhalt und die Sanierung zahlreicher historischer Weinbergsmauern der Historischen Weinberglandschaft Radebeul.
Aust wurde auf dem Friedhof Naundorf-Zitzschewig beerdigt.

## Ehrungen
- 1976: Kunstpreis der DDR (als Mitglied eines Kollektivs)
- Silberne Halbkugel des Deutschen Nationalkomitees für Denkmalschutz.